# Betway
Betway е онлайн хазартна компания. Създадена през 2006 година, тя предлага залагания и хазартни продукти, включително спортни залози и онлайн казино. Betway има офиси в Лондон, Малта, Гърнзи и Кейптаун, Южна Африка.

## Описание
Betway разполага с лицензи в страни като Обединеното кралство, Малта, Италия, Дания, Испания, Белгия, Германия, Швеция, Мексико, Южна Африка, Португалия, Ирландия, Полша, Франция, Аржентина и Съединените щати. Тя е член на Европейската асоциация за сигурност на спорта, Независимата арбитражна служба за залагания, Асоциацията за отдалечен хазарт и е акредитирана от международната агенция за тестове eCOGRA. Betway има партньорство със Съюза на професионалните играчи, който насърчава, защитава и развива общите интереси на професионалните спортисти в Обединеното кралство. Тя също е поддръжник на Фонда за отговорно хазартно залагане.
Заедно със Spin Casino Betway е дъщерно дружество на холдинговата компания Super Group. През януари 2022 година Super Group е включена в Нюйоркската фондова борса чрез SPAC и в момента се търгува като SGHC.

## Спонсорства и партньорства
Betway спонсорира много спортни организации, събития, отбори и спортисти, включително West Ham United, Националната хокейна лига и Южноафриканската Twenty20 Cricket League SA20.

## Световен рекорден джакпот
През октомври 2015 година Betway изплаща 17 879 645 € на Джон Хейууд от Обединеното кралство за печалбата на джакпота във видео слот играта Mega Moolah на Microgaming, докато играеше в Betway. Това е потвърдено от Световните рекорди на Гинес по това време като най-голямата изплащана сума джакпот някога в онлайн слот машина, като по-късно е превъзходена през 2019 година.

## Регулация и съответствие
Betway е на челното място на последните реформи в онлайн хазартната индустрия. През 2019 година компанията разпуска своя VIP отдел, след като се появяват заглавия за използването на тези отдели, за да се стимулират високопоставени клиенти да продължат да използват хазартни продукти.
През март 2020 година Betway е глобена с тогавашния рекорд от 11,6 милиона лири за исторически недостатъци в защитата на клиентите и проверките за противодействие на парите, като позволява на един клиент да депозира над 8 милиона лири и да загуби над 4 милиона в период от четири години.
През юни 2020 година Betway обявява, че ще бъде първата букмейкърска компания, която забранява залаганията върху трансферите на играчи и мениджърските постове във футбола, следвайки високопоставени случаи, които свързват пазарите с манипулации и корупция в индустрията.
В Съединените щати Betway има обекти във Вирджиния, Колорадо, Индиана, Ню Джърси, Айова, Аризона и Пенсилвания. Потребителите във всички щати могат също да играят безплатното приложение Betway Big Pick, за да спечелят пари без залагане.

## Разработчици на казино
Betway Casino предлага игри, предоставени от разработчици като NetEnt и Play'n GO.

## Препратки
1. ↑  ESSA (Sports Betting Integrity) //  www.eu-ssa.org.
2. ↑  Ted Menmuir. Betway gains ESSA membership //  SBC News.
3. ↑  Betway confirms IBAS Registration //  casinolifemagazine.com.    Архивиран от оригинала на 2020-10-09. Посетен на 7 April 2015.
4. ↑  GambleAware – Gamble Aware //  www.responsiblegamblingtrust.org.uk.
5. ↑  Members of the RGA //    Архивиран от оригинала на 2015-07-01. Посетен на February 10, 2015.
6. ↑  eCommerce and Online Gaming Regulation and Assurance – eCOGRA – Home //  ecogra.org.    Архивиран от оригинала на 2020-10-09. Посетен на 2024-03-18.
7. ↑  PPF – Professional Players Federation //  www.ppf.org.uk.
8. ↑  Ted Menmuir. Betway forms partnership Professional Players Federation (PPF) //  SBC News.
9. ↑  GambleAware - Gamble Aware //  www.responsiblegamblingtrust.org.uk.
10. ↑  Responsible Gambling Trust – Gambling Support – Gambling Problem //  responsiblegamblingtrust.org.uk.
11. ↑  West Ham pens principal partnership deal with Betway
12. ↑  NHL, Betway announce multiyear partnership
13. ↑  Betway SA20 Official Website
14. ↑  Largest jackpots payout in an online slot machine game (nominal) //  Guinness World Records.
15. ↑  Record £11.6m penalty for gambling firm Betway //  BBC News.   March 12, 2020.
16. ↑  Betway, SI Sportsbook Set to Launch VA Sportsbooks by April
17. ↑  Betway